# Монастырь Святых Кирилла и Мефодия (Уйковице)

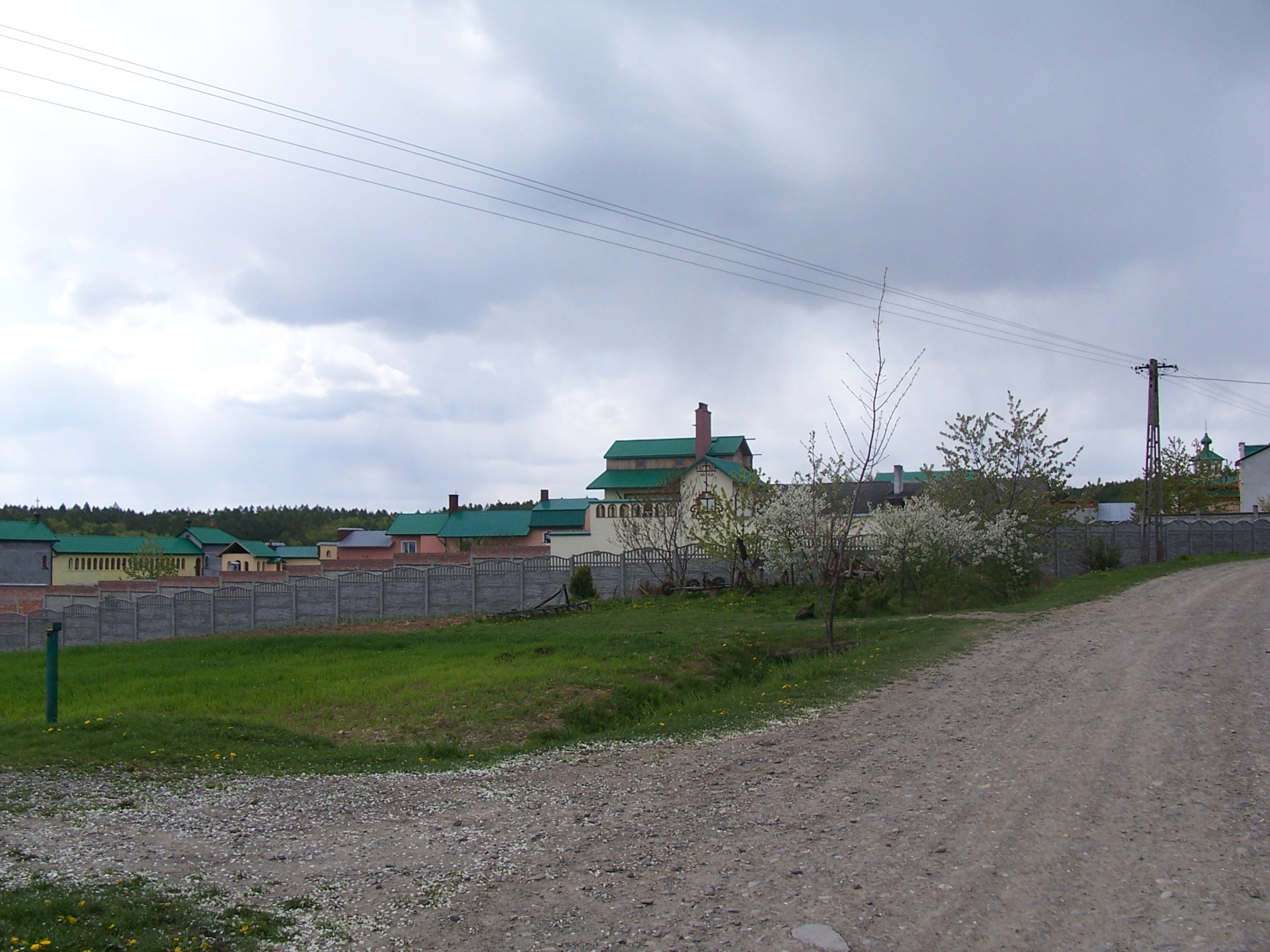
Общий вид монастыря

Монастырь Святых Кирилла и Мефодия (пол. Monaster Świętych Cyryla i Metodego) — православный мужской монастырь, находящийся в населённом пункте Уйковице гмины Пшемысль, Перемышльский повят, Подкарпатское воеводство в Польше, который в 1994—2015 годах принадлежал к Перемышльской и Новосондентской епархии Польской православной церкви, а с 2015 года пребывает в «свободной юрисдикции». Считался самым большим православным монастырём в Польше. Монастырь имеет репутацию «украинского», здесь совершались богослужения в том числе на украинском языке.

## История
Монастырь Святых Кирилла и Мефодия был основан в 1986 году декретом белорусского грекокатолического епископа Владимира Тарасевича. Основателями монастыря стали монахи Никодим (Макара) и Афанасий (Дембовский), прибывшие в 1984 году из США для служения в Католической церкви византийско-славянского обряда. Оба монахи ранее принадлежали латинской мужской конгрегации паулинов с Ясной Горы в Ченстохове. В 1980 году, будучи в США они перешли в византийский обряд.
24 июля 1986 года после соглашения с польским примасом Юзефом Глемпом они купили бывшее сельскохозяйственное предприятие в селе Уйковице возле города Пшемысль. Здания предприятия были перестроены в монастырские помещения.
С самого начала своего пребывания в Уйковице основатели монастыря столкнулись с противодействием местного населения и латинского духовенства. В 1994 году конфликт достиг своего апогея и монахи заявили о своём переходе в православие в юрисдикцию Польской православной церкви. Монастырь святых Кирилла и Мефодия официально вошёл в состав Польской Православной Церкви 7 июня 1994 года, в тот самый день, когда было принято решение о канонизации святого Максима Сандовича, проповедовавшего православие на Польской земле.
В 2012 году в монастыре Святых Кирилла и Мефодия было 13 насельников, в том числе 10 монахов.
6 февраля 2015 года состоялось самочинное сослужение насельников монастыря с клириками неканонической УПЦ Киевского Патриархата. Учитывая другие нарушения церковной дисциплины, деятельность упомянутого монастыря и его руководства стала предметом рассмотрения Священного Синода Польской Православной Церкви, состоявшегося 17 марта 2015 года в Варшаве. Решением Священного Синода монастырь в честь святых Кирилла и Мефодия в Уйковицах закрыт «За деструктивную деятельность архимандрита Никодима (Макара), наместника монастыря Святых Кирилла и Мефодия в Уйковицах, — самовольное нарушение литургических норм Православной Церкви; вхождение в молитвенно-литургическое общение с неканонической „церковью“; клевету на иерархию и духовенство; не исполнение постановления епархиального архиерея; воспитание в таком же духе монахов монастыря, результатом чего стал уход нескольких из них из монастыря» на наместника монастыря архимандрита Никодима (Макара) и его заместителя игумена Афанасия (Дебовского) наложен временный запрет в священнослужении.

## Источник
- A. Kuryłowicz, Prawosławne ośrodki zakonne na ziemiach polskich w okresie powojennym [w:] red. A. Mironowicz, U. Pawluczuk, P. Chomik, Życie monastyczne w Rzeczypospolitej, Zakład Historii Kultur Pogranicza Instytutu Socjologii Uniwersytetu w Białymstoku, Białystok 2001, стр. 268—270, ISBN 83-902928-8-2